# Formula Junior derivate da Lancia Appia

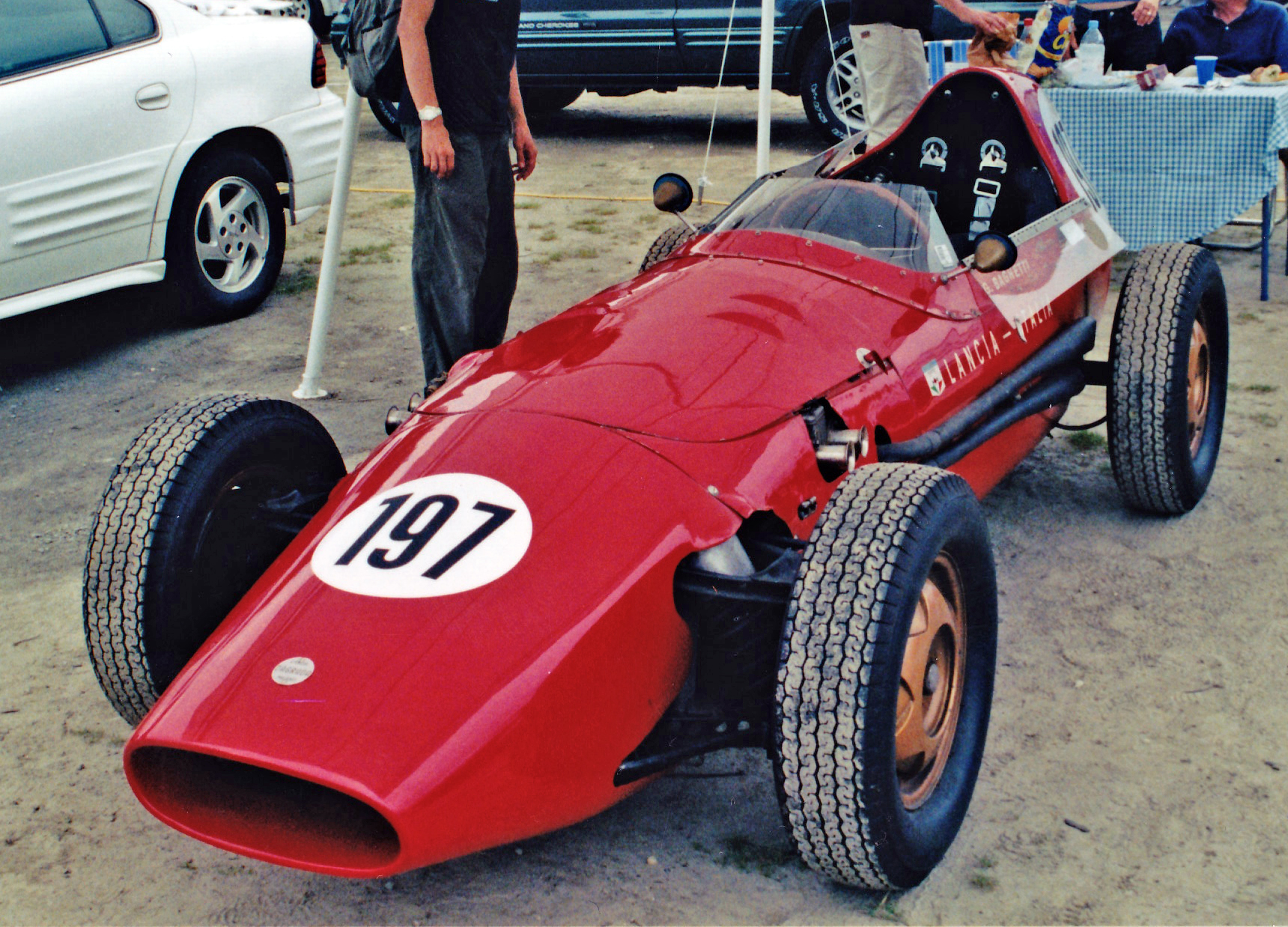
La Dagrada-Lancia Formula Junior monoposto di Giancarlo Baghetti

Negli anni a cavallo tra il decennio del 1950 e quello del 1960 il motore della Lancia Appia, opportunamente modificato e preparato, viene montato da alcuni piccoli costruttori italiani sulle monoposto di Formula Junior.

In base al regolamento internazionale appositamente predisposto, le vetture di questa nuova formula devono avere una cilindrata compresa tra 1000 e 1100 centimetri cubi ma il blocco motore, il cambio, il sistema frenante e quello di alimentazione devono derivare direttamente da una vettura di grande serie (almeno 1000 unità costruite in un anno). L'Italia è la prima ad organizzare corse riservate a queste piccole monoposto, anche perché molti costruttori-artigiani di casa nostra - abilissimi ed attivissimi - iniziano subito a sfornare i primi bolidi.
Le prime Junior utilizzano le parti meccaniche della Fiat 1100.103 ma già nel 1959 il costruttore Dagrada ricorre all'impiego del motore Appia. Oltre a Dagrada, anche Facetti, Raf, Raineri e Volpini utilizzano il propulsore dell'Appia per le loro piccole monoposto.

## Dagrada

La Dagrada-Lancia Formula Junior a motore anteriore in corsa a Monza nell'estate del 1960

Nel '59 il costruttore Dagrada ricorre all'impiego del motore Appia, ritenendo che questo propulsore, con le sue camere di scoppio emisferiche ed i suoi due assi a camme nel basamento, consenta di ottenere un buon rendimento volumetrico con la possibilità di raggiungere elevati regimi di rotazione.

La Dagrada-Lancia monoposto di Formula Junior a motore anteriore, con Giancarlo Baghetti alla guida, ritratta a Monza subito dopo la vittoria riportata nel Trofeo Vigorelli (25 aprile 1960)

La faccenda non è però facile, soprattutto per la intricata conformazione dei condotti di aspirazione e di scarico. Ma il bravo e tenace Angelo Dagrada pone rimedio al problema con un lavoro da cesellatore, rimodellando del tutto la testata, utilizzando due carburatori Weber DCO orizzontali e poi, ispirandosi a quanto progettato da Vittorio Jano anni prima per la monoposto Lancia D50, montando il motore in posizione leggermente trasversale per consentire il passaggio dell'albero di trasmissione a lato del posto di guida. 

Circuito di Monza: la Dagrada-Lancia di Giorgio Bassi in prima fila alla partenza della prova finale della Coppa Junior svoltasi il 13 maggio 1962; Bassi si aggiudicherà la corsa

Anche il cambio è di origine Lancia, ma la matrice è quella della Flaminia. La potenza del motore elaborato è inizialmente di 75 CV ma a fine carriera, nel 1960, pare si aggiri attorno a 90 CV. 
Dopo un '59 in sordina (miglior risultato: 5º posto in batteria per merito di Franco Bordoni alla 6 ore Esso sulla pista di Vallelunga) l'anno successivo arrivano le soddisfazioni grazie anche all'apporto dell'astro nascente Giancarlo Baghetti (futuro pilota Ferrari, anche di Formula Uno). Baghetti vince il Trofeo Vigorelli, la Coppa FISA ed una delle Prove Addestrative indette dalla CSAI (Commissione Sportiva Automobilistica Italiana) ottenendo anche alcune vittorie in "batteria" e parecchi piazzamenti nelle zone alte di classifica. Anche il pilota Giorgio Bassi, pur non vincendo, coglie alcuni discreti piazzamenti e due apprezzabili secondi posti in altrettante Prove Addestrative svoltesi a Monza. 

La Dagrada-Lancia Formula Junior a motore posteriore (1961)

Al termine della stagione 1960, Giancarlo Baghetti finisce al 4º posto - a pari merito con Giacomo Russo (alias "Geki") - nella classifica finale del Campionato Italiano Conduttori Formula Junior (vinto - per la cronaca - da Renato Pirocchi su Fiat Stanguellini) mentre Bassi è ventesimo. 
I lusinghieri successi conseguiti nel '60 incoraggiano Dagrada che per l'anno successivo prepara una nuova monoposto il cui motore viene montato posteriormente e, migliorato, arriva ad erogare più di 100 CV di potenza. Ma tutto questo non basta ancora: la concorrenza dei costruttori inglesi - i cui motori di derivazione BMC (British Motor Corporation), d'impostazione più moderna, si prestano meglio al potenziamento - si fa prepotente e la Dagrada-Lancia - oltretutto orfana di Giancarlo Baghetti (passato alla Formula Uno in Ferrari)- è assillata da seri problemi di messa a punto, tanto che nel triennio 1961/63 riesce una sola volta, profittando dell'assenza dei grossi calibri inglesi, a cogliere la vittoria con Giorgio Bassi.

## Facetti

La Facetti-Lancia di Formula Junior a motore posteriore, condotta da Carlo Facetti, ritratta in corsa al Premio Vigorelli disputatosi a Monza il 25 aprile 1960

Nel 1960 scende in pista la Facetti-Lancia: questa monoposto a motore posteriore viene portata in gara da Carlo Facetti, figlio del costruttore, ma, pur potente (90 CV), rivela carenze telaistiche, tanto che il miglior risultato in pista è un magro 4º posto nella Prima Finale del Premio Vigorelli 1960: anche un estremo tentativo, nel '61, di adottare un telaio Cooper abbinato al motore Appia non ha il successo sperato.

## Raf (Raffaele Cammarota)
Si tratta di un esemplare unico (a motore posteriore) realizzato nel '61 dal pilota (ed esperto orologiaio) Raffaele Cammarota.
Il motore montato sulla Raf è un Lancia Appia modificato nella distribuzione (ad ingranaggi anziché a catena), nell'imbiellamento (alberi e bielle su rulli invece che su cuscinetti) e nella carburazione (due carburatori doppio corpo Weber) ed erogante così circa 80 CV. Purtroppo anche questo tentativo non sortisce i risultati sperati e Cammarota riesce appena a concludere al 9º posto la seconda batteria nella Coppa Junior a Monza.

## Raineri

Vista laterale della Raineri Formula Junior 1960

La monoposto di Raineri (risalente al 1960) monta, posteriormente, il motore Lancia Appia: poco o nulla si sa di questa monoposto, che fa solo sporadiche apparizioni e non consegue che modestissimi piazzamenti (7º posto, con Bruno Basini, in batteria al Trofeo Vigorelli; 11º posto, sempre in batteria e sempre con Basini, al Gran Premio Lotteria a Monza).

## Volpini

La Volpini-Lancia di Formula Junior (1961) vista da tergo

La lista dei mini-costruttori si chiude con Volpini il quale, nel '61, abbandona il propulsore Fiat e presenta agli appassionati la sua nuova Junior motorizzata Lancia: malgrado la leggerezza del telaio a traliccio di tubi e la discreta potenza dichiarata (85 CV) a questa macchina - apprezzabile per la linea filante della carrozzeria (realizzata in alluminio dalla Sport Cars di Modena) - non possono essere accreditati risultati di un qualche significato.